# Mats Jansson
Mats Gustav Jansson, född 17 december 1951 i Kumla församling, Västmanlands län, är en svensk företagsledare. Från 1 januari 2007 var verkställande direktör och koncernchef för SAS. I augusti 2010 meddelade Jansson att han avsåg att lämna VD-posten under hösten 2010.
Jansson studerade ekonomi, sociologi och kulturgeografi vid Högskolan i Örebro 1971-1973. Han anställdes på Ica 1973. Har bland annat varit VD för Ica Partihandel Norr (1989-1990), Ica Detaljhandel (1990-1994), bilhandelsbolaget Ab Bilia Catena (1994-1999), Fazer (1999-2000), Axfood (2000-2005),  och Axel Johnsson AB (2005-2006). Han rekryterades 2006 som ny VD för SAS efter Jørgen Lindegaard, som suttit på posten sedan 2001. Innan han tillträdde 1 januari 2007 var Gunnar Reitan en kortare tid tillförordnad VD. Jansson avgick som VD för SAS 2010.
Fadern var köpman och Ica-handlare. Jansson var gift med journalisten Karin Orehag från 1985 fram till hennes död år 2020, och tillsammans har de fyra döttrar. Han bor i Genève i Schweiz, men han har även bostäder på Franska Rivieran och i Båstad i Skåne.